# Puntius
Puntius là một chi cá trong họ Cyprinidae gồm các loại cá nhỏ và được gọi với cái tên dân dã là cá đòng đong, nhiều loại cá trong chi này được ưa chuộng để nuôi làm cá cảnh vì ngoại hình và màu sắc của chúng.

## Các loài
Có 56 loài được ghi nhận trong chi này
- Puntius ambassis F. Day, 1869
- Puntius amphibius Valenciennes, 1842 (Scarlet-banded barb)
- Puntius aphya Günther, 1868 – validity questionable, appears to be a synonym of Leptobarbus hoevenii.
- Puntius arenatus F. Day, 1878
- Puntius bantolanensis A. L. Day, 1914 – appears to belong in Barbodes instead.
- Puntius bimaculatus Bleeker, 1863 (Redside barb)
- Puntius bramoides Valenciennes, 1842 – validity questionable, appears to be a synonym of Barbonymus balleroides.
- Puntius brevis Bleeker, 1850
- Puntius burmanicus F. Day, 1878
- Puntius cauveriensis Hora, 1937 (Cauvery barb)
- Puntius chelynoides McClelland, 1839 (Dark mahseer)
- Puntius chola F. Hamilton, 1822 (Swamp barb)
- Puntius crescentus Yazdani & D. F. Singh, 1994
- Puntius deccanensis Yazdani & Babu Rao, 1976 (Deccan barb)
- Puntius dorsalis Jerdon, 1849 (Long-snouted barb)
- Puntius fraseri Hora & Misra, 1938 (Dharna barb)
- Puntius guganio F. Hamilton, 1822 (Glass barb)
- Puntius kamalika Anjana Silva, Maduwage & Pethiyagoda, 2008
- Puntius kelumi Pethiyagoda, Anjana Silva, Maduwage & Meegaskumbura, 2008
- Puntius khohi Dobriyal, R. Singh, Uniyal, H. K. Joshi, Phurailatpam & Bisht, 2004
- Puntius layardi Günther, 1868
- Puntius madhusoodani Krishna Kumar, Benno Pereira & Radhakrishnan, 2012 [3]
- Puntius mahecola Valenciennes, 1844 (Wynaad barb)
- Puntius masyai H. M. Smith, 1945
- Puntius melanostigma F. Day, 1878
- Puntius morehensis Arunkumar & Tombi Singh, 1998
- Puntius mudumalaiensis Menon & Rema Devi, 1992
- Puntius muzaffarpurensis Srivastava, Verma & Sharma, 1977
- Puntius nangalensis Jayaram, 1990
- Puntius nelsoni Plamoottil, 2015 [4]
- Puntius nigronotus Plamoottil, 2015 [5]
- Puntius ophicephalus B. S. Raj, 1941 (Channa barb)
- Puntius parrah F. Day, 1865
- Puntius paucimaculatus Y. H. Wang & Y. Ni, 1982 – possibly a synonym of Barbodes semifasciolatus.
- Puntius pinnauratus F. Day, 1865 [4]
- Puntius pugio S. O. Kullander, 2008
- Puntius punjabensis F. Day, 1871
- Puntius puntio F. Hamilton, 1822 (Puntio barb)
- Puntius sachsii C. G. E. Ahl, 1923 (Gold-finned barb)  – validity questionable, appears to be a synonym of Barbodes semifasciolatus.
- Puntius sahyadriensis Silas, 1953 (Khavli barb)
- Puntius schanicus Boulenger, 1893
- Puntius sharmai Menon & Rema Devi, 1993
- Puntius snyderi Ōshima, 1919
- Puntius sophore F. Hamilton, 1822 (Pool barb)
- Puntius sophoroides Günther, 1868
- Puntius spilopterus Fowler, 1934
- Puntius stigma Valenciennes, 1844 [4]
- Puntius takhoaensis V. H. Nguyễn & L. H. Doan, 1969
- Puntius terio F. Hamilton, 1822 (Onespot barb)
- Puntius tetraspilus Günther, 1868
- Puntius thermalis Valenciennes, 1844
- Puntius thomassi F. Day, 1874 (Red canarese barb)
- Puntius titteya Deraniyagala, 1929 (Cherry barb)
- Puntius viridis Plamoottil & Abraham, 2014 [6]
- Puntius vittatus F. Day, 1865 (Greenstripe barb)
- Puntius waageni F. Day, 1872

## Cá cảnh
Một số loài sau đây thông dụng được nuôi làm cá cảnh là
- Puntius titteya
- Puntius vittatus
- Puntius terio
- Puntius sophore
- Puntius chola